# Schleicher ASW 15
Schleicher ASW 15 je jednomístný sportovní kluzák soutěžní standardní třídy.

## Historie
Prototyp ASW 15 byl zalétán 20. dubna 1968. Po úpravě pravidel pro soutěžní standardní třídu byl původní kluzák konstrukčně upraven do podoby ASW 15B. Sériová výroba tohoto typu probíhala v letech 1972 až 1975.

## Technická data
Trup je tvořen skořepinou z laminátového sendviče. Křídlo má tvar dvojitého lichoběžníku, je tvořeno laminátovým sendvičem a balsovou výplní. Podle původních pravidel pro soutěžní standardní třídu nebyl vybaven zatahovacím podvozkem a možností nést vodní přítěž. Po změně těchto pravidel došlo u verze ASW 15B k některým úpravám. Kromě podvozku a dvou nádrží na celkem 94 litrů vodní přítěže se jednalo zejména o zvětšenou kabinu, zesílené křídlo a aerodynamické vyvážení svislé ocasní plochy.

## Specifikace

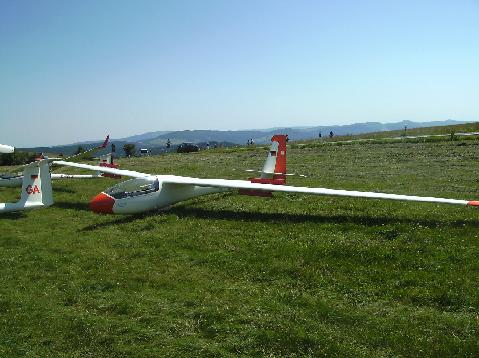
Schleicher ASW 15B

### Technické údaje
- Posádka: 1 osoba
- Délka: 6,48 m
- Rozpětí: 15 m
- Plocha křídla: 11 m²
- Prázdná hmotnost: 205 kg (ASW 15) / 230 kg (ASW 15B)
- Maximální vzletová hmotnost: 318 kg (ASW 15) / 408 kg (ASW 15B)
- Plošné zatížení: 28,9 kg/m² (ASW 15) / 28–37 kg/m² (ASW 15B)
- Dovolené zatížení kokpitu: 110 kg (ASW 15) / 115 kg (ASW 15B)
- Štíhlost křídla: 20,45
- Profil křídla: Wortmann FX 61-163

### Výkony
- Maximální rychlost: 220 km/h
- Klouzavost: 1:36,5 při rychlosti 90 km/h (ASW 15B - 1:38 při rychlosti 89 km/h)